# Oreo
Oreo – ciastko typu markiza, złożone z dwóch okrągłych czekoladowych herbatników przełożonych słodkim kremem. Ciastka Oreo zostały po raz pierwszy wyprodukowane przez National Biscuit Company w 1912 roku w Nowym Jorku.
Oreo są najlepiej sprzedającymi się ciasteczkami w Stanach Zjednoczonych. Od 1912 do 2015 roku sprzedano ich 362 miliardy sztuk.

## Wygląd i odmiany

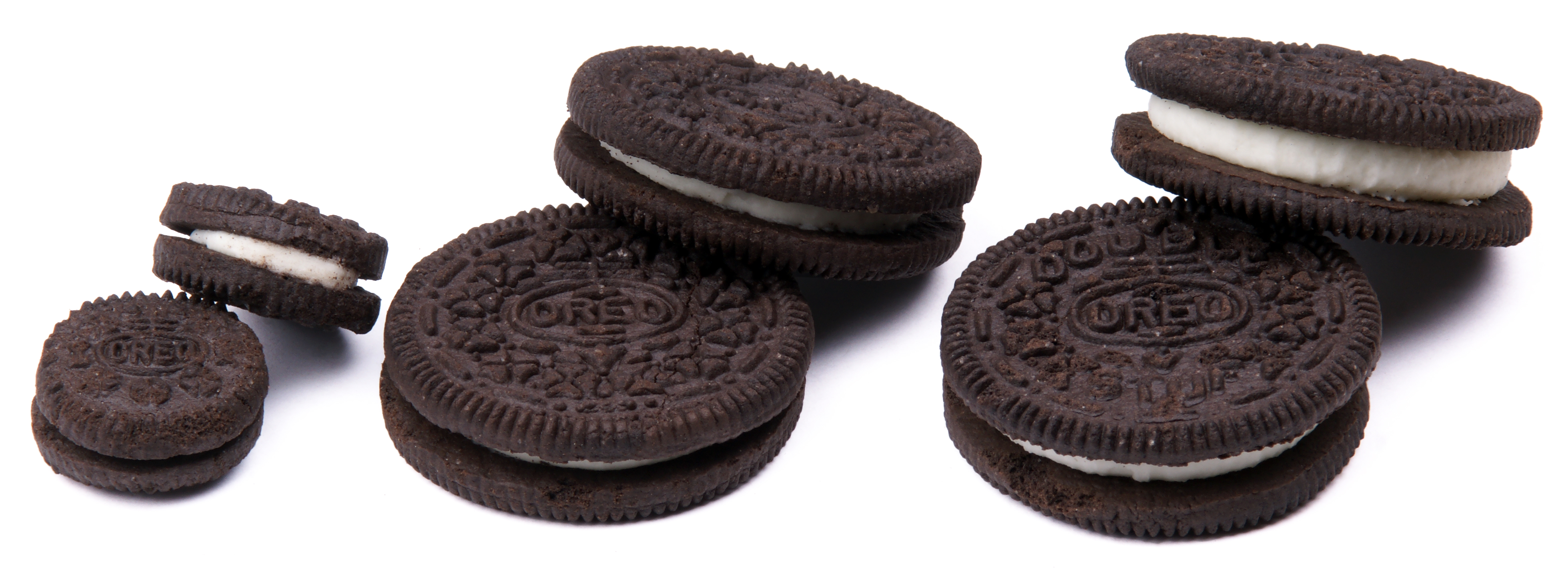
Różne wielkości ciastek Oreo

Oryginalny wygląd ciastka charakteryzuje się umieszczonym pośrodku napisem „OREO” otoczonym ozdobnym wianuszkiem. Istnieje wiele odmian ciastek Oreo: produkowane są w różnych kształtach, wielkościach, smakach, z większą bądź mniejszą zawartością nadzienia, z podwójnym nadzieniem, z różnymi kolorami herbatników i nadzienia, z polewami. Pojawiają się także edycje sezonowe (np. świąteczne).

## Nazwa
Pochodzenie nazwy Oreo jest nieznane, jednak istnieje wiele przypuszczeń co do jej etymologii. Jedno z nich zakłada, że nazwa została zaczerpnięta od francuskiego słowa or – złoto, co miałoby nawiązywać do początkowego koloru opakowania ciastek. Według innego inspiracją nazwy było greckie słowo oreo, oznaczające piękne, przyjemne lub dopracowane. Kolejna hipoteza nie dopatruje się językowych źródeł nazwy, a jedynie wskazuje, że miała być krótka i prosta do wymówienia.

## Historia

Znak towarowy ciastek Oreo

Logo ciastek Oreo (1995-2001)

Oreo Biscuit było najpierw produkowane przez National Biscuit Company (dzisiaj pod nazwą Nabisco) w 1912 roku w Nowym Jorku.
Pierwsze ciastko zostało sprzedane w Hoboken w New Jersey.
W 1921 roku nazwa Oreo Biscuit została zmieniona na Oreo Sandwich. Nowy wygląd ciastka został wprowadzony w 1924 roku.  W 1948 roku nazwę zmieniono na Oreo Creme’ Sandwich, a ta z kolei została zastąpiona w 1974 roku przez Oreo Chocolate Sandwich Cookie. Obecny wygląd ciastka został zaprojektowany w 1952 roku przez Williama A. Turniera, jednak wówczas w centrum powierzchni ciastka znajdowało się logo producenta, firmy Nabisco, później zastąpione przez nazwę ciastek.
W maju 2003 kalifornijski prawnik Stephen L. Joseph złożył w sądzie pozew przeciwko firmie Kraft Foods, właścicielowi marki Oreo, z żądaniem zakazu ich dystrybucji w Kalifornii, ze względu na zawarte w nich szkodliwe dla zdrowia tłuszcze trans. Z powodów prawnych pozew opierał się na argumencie, że konsumenci, do których kierowana była oferta ciasteczek i ich kampania marketingowa, między innymi dzieci w szkołach, nie byli dostatecznie świadomi ryzyka zdrowotnego związanego ze spożywaniem tłuszczów trans. Po nagłośnieniu sprawy w mediach, w tym przez Agencję Reutera, Kraft Foods dobrowolnie zadeklarował podjęcie działań w celu obniżenia zawartości tłuszczów trans w swoich produktach, a także zaprzestanie działań marketingowych w szkołach. W tej sytuacji pozew został wycofany. Producent istotnie wywiązał się ze swoich deklaracji, co zostało ogłoszone publicznie w grudniu 2005.
Powstało wiele przepisów kulinarnych na ciasta, napoje i desery, wykorzystujące ciastka Oreo. Nazwa Oreo została również wykorzystana 21 sierpnia 2017 roku podczas premiery nowej wersji systemu operacyjnego Android – 8.0, właśnie pod nazwą Oreo.

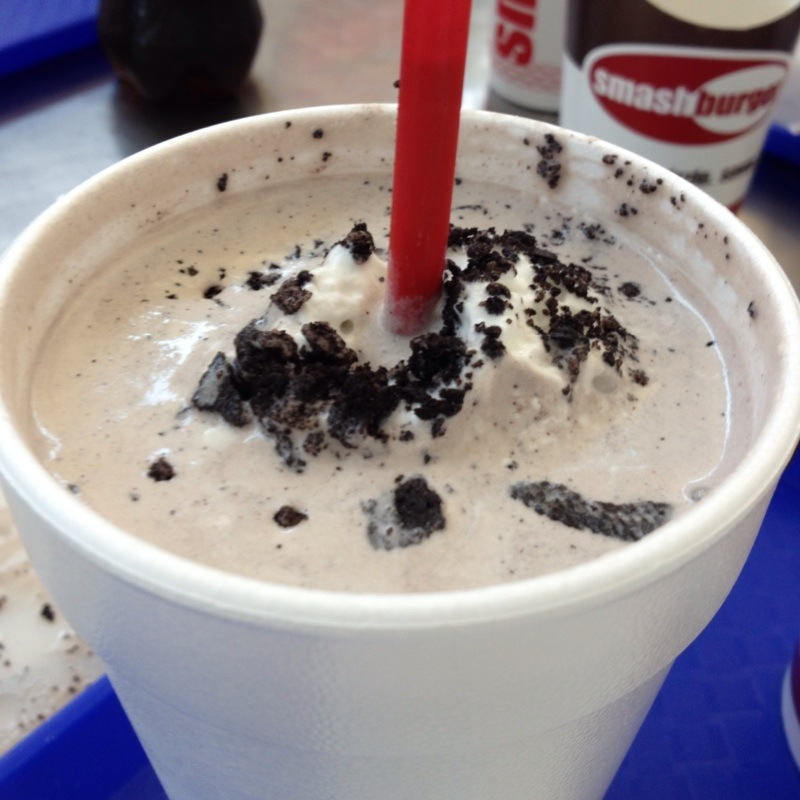
Shake z Oreo
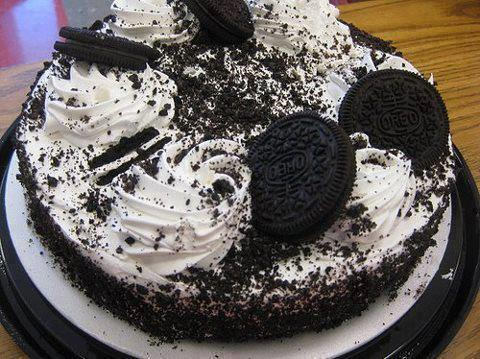
Tort z Oreo
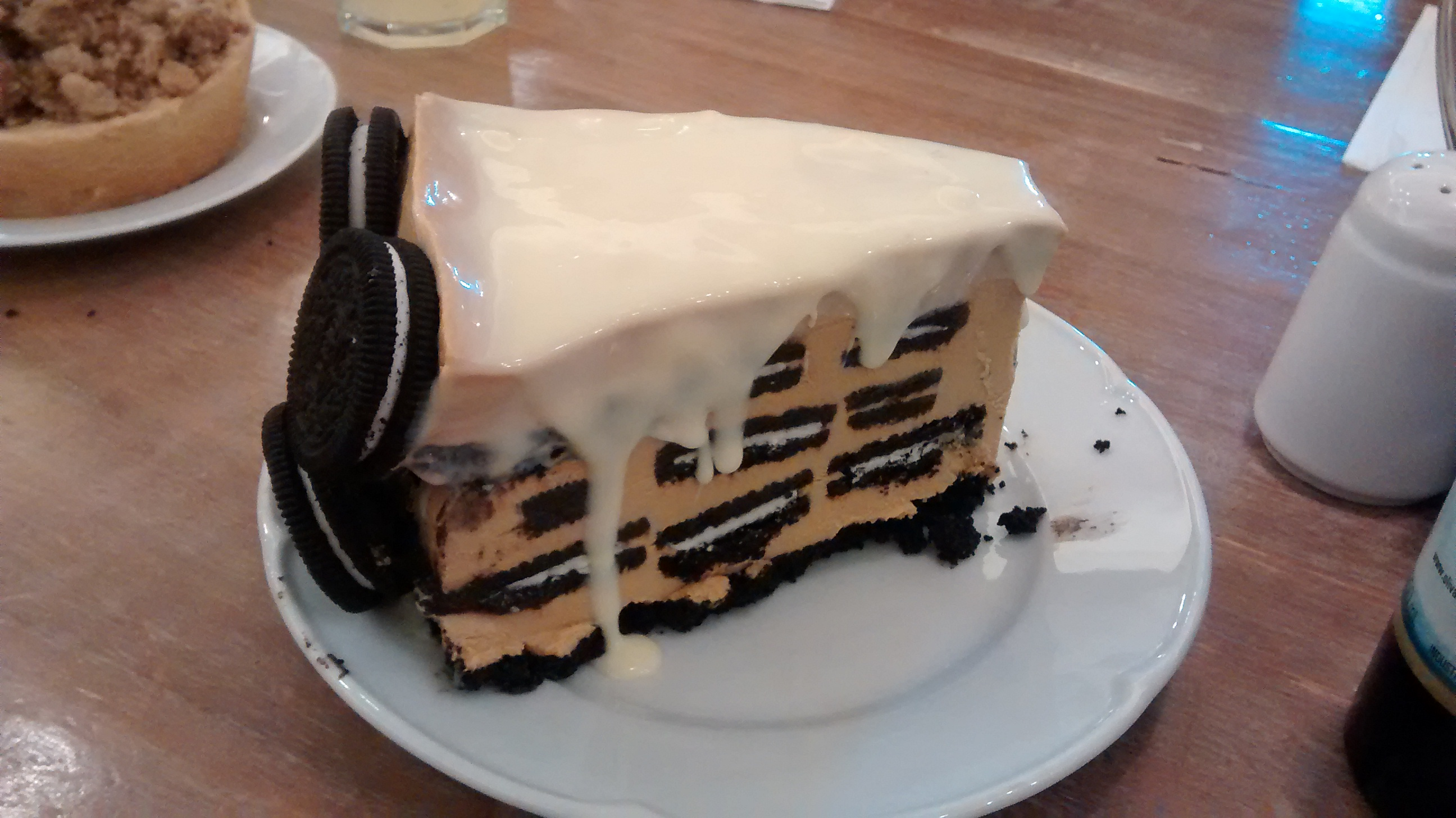
Ciasto z Oreo
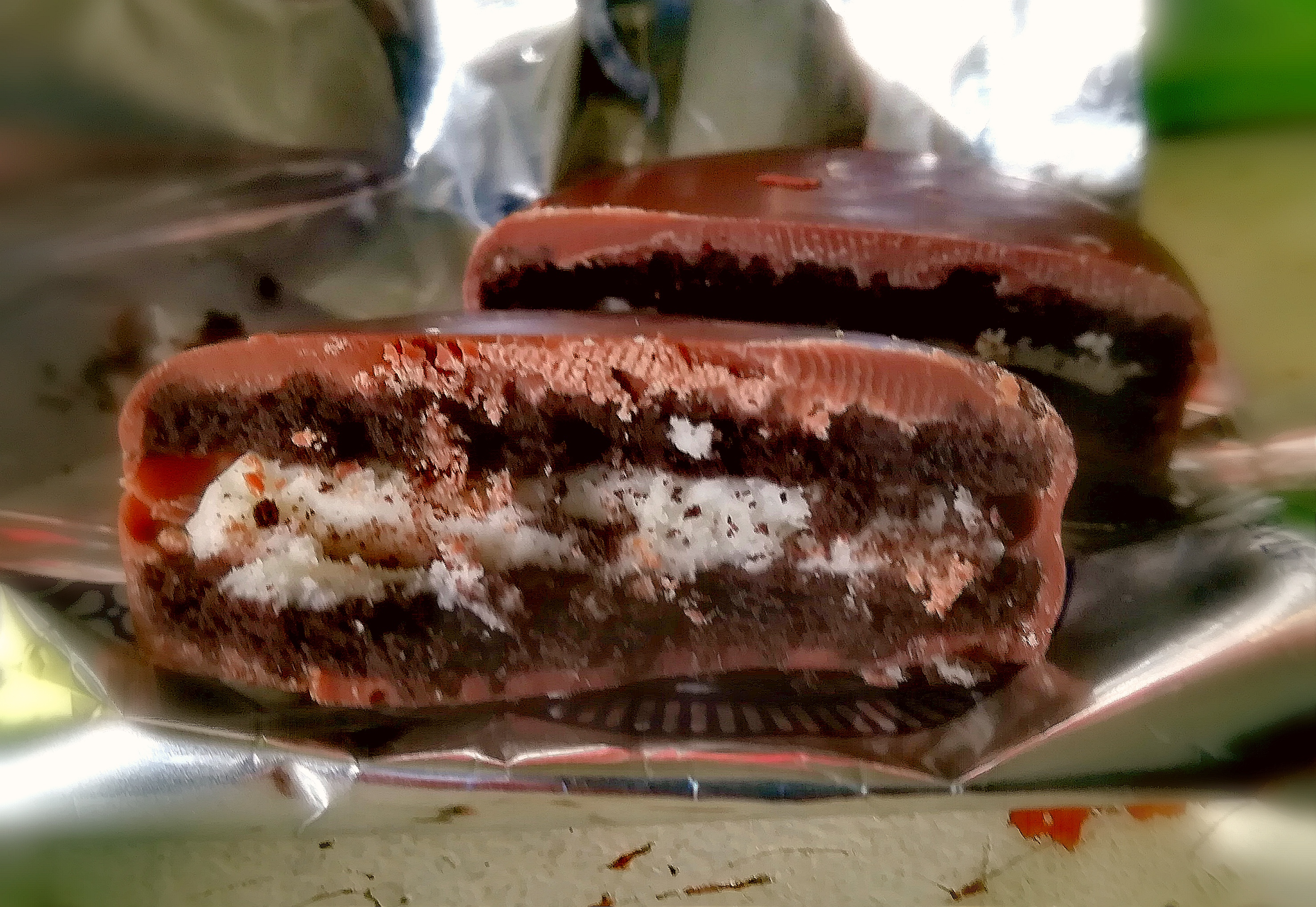
Oreo Bañadas (w polewie czekoladowej)